# Coneta
Coneta är en ort i Argentina.   Den ligger i provinsen Catamarca, i den norra delen av landet, 1 000 km nordväst om huvudstaden Buenos Aires. Coneta ligger 553 meter över havet och antalet invånare är 653.
Terrängen runt Coneta är varierad. Runt Coneta är det mycket glesbefolkat, med 3 invånare per kvadratkilometer.. Närmaste större samhälle är San Fernando del Valle de Catamarca, 16,0 km nordost om Coneta.
Omgivningarna runt Coneta är i huvudsak ett öppet busklandskap.